# Acueducto Wignacourt
El Acueducto Wignacourt se localiza en la isla y nación de Malta, se trata de un edificio muy antiguo, que atraviesa Balzan, Birkirkara, Fleur-De-Lys y Santa Venera. Este fue construido por la Orden de San Juan entre 1610 y 1615 para llevar agua de Dingli y Rabat a La Valeta y se mantuvo en uso hasta el siglo XX. Lleva el nombre de Alof de Wignacourt, el Gran Maestro que financió la construcción.